# Predsjednički izbori u Azerbajdžanu 2003.
Predsjednički izbori u Azerbajdžanu održani su 15. listopada 2003. Na njima je očekivano pobijedio İlham Əliyev, sin dotadašnjeg predsjednika Heydəra Əliyeva s preko 75% podrške glasača. Glavni protukandidat bio mu je İsa Qəmbər iz Müsavata.

## Pozadina
Izbori su označili kraj vladavine dotadašnjeg predsjednika Heydəra Əliyeva. Bili su bitni i stoga što je Azerbajdžan predsjednička republika s jakom središnjom vlasti. Nadalje, to su prvi izbori održani nakon što je Azerbajdžan primljen u Vijeće Europe, pa su pravne obveze o poštovanju građanskih i političkih prava. Prethodnih godina, izbori u Azerbajdžanu nisu održavali međunarodni standard. Stoga su predsjednički izbori 2003. bili bitan pokazatelj stanja demokracije u Azerbajdžanu.
U to vrijeme, glavni problem za Azerbajdžan bilo je 800 tisuća raseljenih osoba koje su živjele u teškim životnim uvjetima. To pitanje je bilo od primarne važnosti za javnost, s velikim političkim, gospodarskim i humanitarnim posljedicama. Glasovanje nije moglo biti održavano na području Gorskog Karabaha, koje se smatra okupiranim, a posebne pripreme morale su biti napravljene zbog glasovanja raseljenih osoba.

## Pravni okvir
Novi unificirani Izborni zakonik usvojen je 27. svibnja 2003. Njime je uređeno izvođenje referenduma, predsjedničkih, parlamentarnih i općinskih izbora. Početkom 2002. azerske su vlasti napravile značajne napore za unifikacijom izbornog okvira u suradnji s Vijećem Europe, Venecijanskim povjerenstvom i OESS-ovim Uredom za demokratske institucije i ljudska prava. Vlasti su implementirale brojne prijedloge navedenih institucija. Venecijansko povjerenstvo i OESS su se usuglasili da novi Izborni zakonik zadovoljava međunarodne standarde.
Novi zakonik sadržavao je korisnu zaštitu od prijevara, uključujući transparentne biračke listiće, numeriranje listića i protokole objavljivanja rezultata te omotnice za listiće; obvezno uvođenje protokola na izbornim mjestima unutar izbornih povjerenstava izbornih jedinica; zabranu pristupa svim osobama, osim biračima, članovima povjerenstva, akreditiranim promatračima i policiji (pod uvjetom poziva od strane predsjednika izbornog povjerenstva), na mjestu glasovanja u vrijeme izbora. Zakonik je također zahtijevao objavu podrobnih izbornih rezultata po izbornim mjestima unutar 48 sati nakon održavanja izbora.
No ipak, Izborni zakon sačuvao je neke od značajnih problematičnih rješenja. Najkontroverznije je bilo uređenje sastava izbornih povjerenstava. OESS i Venecijansko povjerenstvo ohrabrivali su vlasti da oko sastava izbornih poverenstava raspravljaju sa značajnim političkim skupinama, kako bi se postigao rezultat koji bi imao širi konsenzus. Kada je taj prijedlog propao, OESS i Venecijansko povjerenstvo predložili su kompromisni model. No, azerske vlasti su odbacile taj model i usvojile rješenje slično ranijem zakonu, a koje se na izborima 2000./01. pokazalo neadekvatnim.
Zakonom o odobrenju i stupanju na snagu unificiranog Izbornog zakonika, usvojenog isti dan kad je usvojen i Zakonik, vlada je tako postavila sastav Središnjeg izbornog povjerenstva da uvelike preferira vladajuću stranku i njezine pristaše. Neravnoteža u članstvu imala je ozbiljne posljedice na djelovanje i vjerodostojnost SIP-a.

## Rezultati izbora
| hrvatski kandidati  | hrvatski kandidati  | hrvatski kandidati | hrvatski kandidati | hrvatski kandidati |
| ------------------- | ------------------- | ------------------ | ------------------ | ------------------ |
| kandidati           |                     |                    |                    | broj glasova       |
| İlham Əliyev        | İlham Əliyev        |                    | 1 860 346 (76,84%) | 1 860 346 (76,84%) |
| İsa Qəmbər          | İsa Qəmbər          |                    | 338 145 (13,97%)   | 338 145 (13,97%)   |
| Lalə Şövkət         | Lalə Şövkət         |                    | 87 523 (3,62%)     | 87 523 (3,62%)     |
| Etibar Məmmədov     | Etibar Məmmədov     |                    | 70 638 (2,92%)     | 70 638 (2,92%)     |
| İlyas İsmayılov     | İlyas İsmayılov     |                    | 24 098 (1,00%)     | 24 098 (1,00%)     |
| Sabir Rüstəmxanlı   | Sabir Rüstəmxanlı   |                    | 19 973 (0,82%)     | 19 973 (0,82%)     |
| Qüdrət Həsənquliyev | Qüdrət Həsənquliyev |                    | 12 071 (0,50%)     | 12 071 (0,50%)     |
| Hafiz Hacıyev       | Hafiz Hacıyev       |                    | 8267 (0,34%)       | 8267 (0,34%)       |
|                     |                     |                    |                    |                    |